# Onda sagor
Onda sagor är en novellsamling från 1924 av Pär Lagerkvist. Den innehåller elva av hans mest kända noveller:
1. "Far och jag"
2. "Äventyret"
3. "En hjältes död"
4. "De vördade benen"
5. "Frälsar-Johan"
6. "Experimentvärlden"
7. "Hissen som gick ner i helvete"
8. "Kärleken och döden"
9. "Källarvåningen"
10. "Den onda ängeln"
11. "Prinsessan och hela riket"

## Far och jag
Far och jag är en på ytan enkel historia om en pojke och hans far, en anställd vid järnvägen. De strosar genom en fridfull natur, följande järnvägsspåren. Det sista tåget har sedan länge gått. Allteftersom novellen fortgår förändras stämningen; det börjar skymma och pojken blir rädd. Ljudet av ett ankommande tåg hörs i fjärran, och de båda tvingas lämna järnvägsspåret. Fadern är förvånad; det skall inte gå några tåg vid denna tid. Tåget rusar förbi dem och pojken skymtar den spöklike lokföraren: 
| ” | Uppjagad, flämtande av ångest stod jag och såg efter den vilda synen. Jag anade vad det betydde, det var den ångest som skulle komma, allt det okända, det som far inte visste något om, som han inte skulle kunna skydda mig för. Så skulle denna världen, detta livet bli för mig, inte som min fars, där allting var tryggt och visst. Det var ingen riktig värld, inget riktigt liv. Det bara störtade sig brinnande in i allt mörkret, som inte hade något slut. | „ |

## En hjältes död
Efter ett rykte att någon skall hoppa från ett kyrktak samlas en folkmassa därunder. De betalar sitt inträde och väntar spänt:
| ” | Så kom äntligen den stora dagen. Trakten kring kyrkan var packade med folk. Spänningen var oerhörd. Alla höll andan, uppjagade till det yttersta i väntan på det som skulle ske. | „ |

| ” | Och mannen föll ner, det var snart gjort. Mänskorna ryste, så reste man sig och gav sig på väg hem. På sätt och vis kände man en viss besvikelse. Det hade ju varit storslaget, men i alla fall. Han hade ju ändå bara slagit ihjäl sig. Nog var det dyrt betalt för något som likväl var så enkelt. Fruktansvärt massakrerad hade han visst blivit, men vad glädje var det med det? En förhoppningsfull ungdom offrad på det viset. Man gick missbelåten hemåt, damerna spände parasollerna för solen. Nej, att ställa till med sådana rysligheter skulle då egentligen vara förbjudet. Vem kunde ha nöje av det? När man tänkte rätt efter var det ju upprörande alltsammans. | „ |

## Hissen som gick ner i helvete
Denna novell handlar om ett par som träffas på ett hustak för en romantisk stund. I hissen förlorar de sig själva i ögonblickets evighet. På väg ner till entrén för att gå ut och roa sig, märker de plötsligt att hissen de färdas i inte verkar stanna. Utanför hissgallret syns endast mörker. När hissen stannar, öppnas dörren. De hälsas av en djävul, som mycket artigt förklarar att helvetet moderniseras. De sysslar inte längre med kroppslig pina, tack gudskelov för det, utan endast den sinnliga sorten. Mycket riktigt träffar också frun sin make, vilken hon lämnat för att träffa älskaren i ett flottigt hotellrum, i form av en uppassare. Han har dock ett hål i sitt huvud, orsakat av en kula. Hon chockas och i hast lämnar de helvetet. Under färden upp till den verkliga världen, diskuterar de två älskarna hur opassande maken handlat, och hur han aldrig tycks kunna förmedla sina känslor. Om han bara gjort det, hade de ju kunnat träffas en annan kväll.